# Vena cava inferior

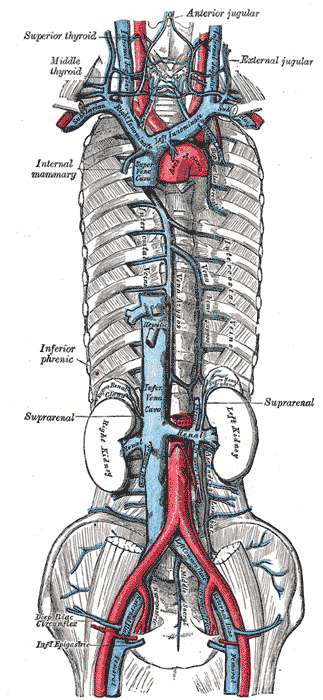
A hasi főerek

A vena cava inferior (VCI) vagy alsó üres visszér, a test legnagyobb gyűjtőere, amely a vénás vért az alsó végtagokból és a törzs rekeszizom alatti részéből a jobb szívfél irányába szállítja.

## Embriológia
Embrióban a VCI a jobb pitvartól elválasztja az Eustach-billentyű (valvula venae cavae inferioris). Ez a billentyű felnőtteknél eltűnik, de ritkán fennmarad, mint egy kis redő.

## Anatómia
A VCI a retroperitoneumban  helyezkedik el, a gerinc jobb oldalán, hossza felnőtteknél 22 cm. Két szegmentumot különböztetünk meg:
- Hasi szegmentum: hosszabb (18 cm), v. iliaca communis dextra és sinistra egyesülésével veszi kezdetét, a L5 (lumbalis) csigolya magasságában, 2 cm-re az aorta bifurcatio alatt. A máj felé a gerinctől távolodik jobbra, majd vv. hepaticae beömlése után, balra (medialisan) ível, a rekeszizom egyik nyílása (foramen venae cavae) irányába.
- Mellkasi szegmentum: rövidebb (4 cm), a VCI rekeszizom és szív közötti részét képezi, a szív jobb oldali alsó-hátsó részébe ömlik, a jobb pitvarba.

## Felvevő terület
- v. iliaca communis dexta et sinistra: v. femoralis folytatása, az azonos oldali alsó végtag és kismedencei szervek vérét szállítja.
- lumbális vénák (vv. lumbales)
- here és a petefészek vénái (v. testicularis / ovarica dextra et sinistra): a bal oldali ágak a v. renalis sinistra közvetítésével ömlenek a VCI-ba.
- vese vénái (v. renalis dextra et sinistra)
- mellékvesevénák (vv. suprarenales): a bal oldali ág a v. renalis sinistra közvetítésével ömlik a VCI-ba.
- májvénák (vv. hepaticae): rendszerint 2 rövid véna, de a rekesz alatt kisebb vénák közvetlen is juthatnak a VCI-ba.
- alsó rekeszvénák (vv. phrenicae inferiores)
- ductus venosus (ductus Arantii): magzatban az artériás vért a placentából a VCI-ba vezeti. Születéskor elzáródik, helyében egy kötőszövetes köteg marad: ligamentum venosum.

## Anasztomózisok
- v. cava superior: a v. azygos és hemiazygoson keresztül.
- v. portae: portalis hypertensio esetén alakul ki, a vv. umbilicalison keresztül.

## Fontosabb betegségek
- VCI fejlődési rendellenessége
- VCI sérülések
- VCI compressio
- VCI thrombosis
- VCI szindróma